# SN 2009ey
SN 2009ey – supernowa typu Ia odkryta 15 maja 2009 roku w galaktyce A140916+5306. W momencie odkrycia miała maksymalną jasność 20,60m.